# هارلان كرو
هارلان كرو (بالإنجليزية: Harlan Crow)‏ هو شخصية أعمال أمريكي، ولد في 1949 في دالاس في الولايات المتحدة.

## وصلات خارجية
- هارلان كرو على موقع إن إن دي بي (الإنجليزية)